# 齐云山石刻
29°48′26″N 118°02′00″E / 29.80722°N 118.03333°E
齐云山石刻位于中国安徽省休宁县齐云山镇齐云山上，2006年被列为第六批全国重点文物保护单位。
齐云山是道教名山，有三十六奇峰、七十三怪岩、二十四幽涧，自唐代即香火旺盛、游客众多。历代题刻甚多，现存摩崖石刻305处，碑刻232块，其中年代最早的刻于北宋大观年间，大多为明清两朝所刻。规模最大的石刻为玉虚宫紫霄崖下《紫霄玄帝碑铭》，高7.6米，宽1.4米，为明代唐寅所题。
- 寿字岩
- 一天门石刻
- 真仙洞府石刻
- 真仙洞府石刻
- 真仙洞府石刻
- 真仙洞府石刻
- 真仙洞府石刻
- 风虎关石刻